# Onitis licitus
Onitis licitus är en skalbaggsart som beskrevs av Louis Albert Péringuey 1901. Onitis licitus ingår i släktet Onitis och familjen bladhorningar. Inga underarter finns listade i Catalogue of Life.